# 加量斯河岸站
加量斯河岸站（英語：Gallions Reach DLR station）是碼頭區輕便鐵路的一個車站，位於倫敦東部的倫敦碼頭區。加量斯河岸站是貝克頓支線的車站，位於倫敦第3收費區。加量斯河岸站是碼頭區輕便鐵路最東端的車站。

## 外部連結
- Docklands Light Railway website - Gallions Reach station page（页面存档备份，存于）
- Street map of Gallions Reach DLR station from multimap.com（页面存档备份，存于）